# Problema de Wetzel
En matemáticas, el problema de Wetzel se centra en los límites de la cardinalidad de un conjunto de funciones analíticas que, para cada uno de sus argumentos, toman pocos valores distintos. Recibe su nombre en honor a John Wetzel, matemático de la Universidad de Illinois en Urbana-Champaign.

## Enunciado
Sea F una familia de funciones analíticas distintas en un dominio dado con la propiedad de que, para cada x en el dominio, las funciones en F asignan x a un conjunto numerable de valores. En su tesis doctoral, Wetzel se preguntó si esta suposición implica que F es necesariamente numerable.

## Consideraciones
Paul Erdős, a su vez, conoció el problema en la Universidad de Míchigan, probablemente a través de Lee Albert Rubel. En su artículo sobre el problema, Erdos atribuyó a un matemático anónimo la observación de que, cuando cada x se asigna a un conjunto finito de valores, F es necesariamente finita.
Sin embargo, como mostró Erdos, la situación para los conjuntos numerables es más complicada: la respuesta a la pregunta de Wetzel es sí, si y solo si la hipótesis del continuo fuese falsa. Es decir, la existencia de un conjunto incontable de funciones que aplica cada argumento x a un conjunto contable de valores es equivalente a la inexistencia de un conjunto incontable de números reales cuya cardinalidad sea menor que la cardinalidad del conjunto de todos los números reales. Una dirección de esta equivalencia también fue probada independientemente, pero no publicada, por otro matemático de la UIUC, Robert Dan Dixon. De la independencia de la hipótesis del continuo, probada en 1963 por Paul Cohen, se deduce que la respuesta al problema de Wetzel es independiente de la teoría de conjuntos de Zermelo-Fraenkel.
La demostración de Erdos es tan breve y elegante que se incluyó en el libro Proofs from THE BOOK.
En caso de que la hipótesis del continuo sea falsa, Erdos se preguntó si existe una familia de funciones analíticas, con la cardinalidad del continuo, tal que cada número complejo tenga un conjunto de imágenes menor que el continuo. Como Ashutosh Kumar y Saharon Shelah demostraron posteriormente, tanto las respuestas positivas como las negativas a esta pregunta son consistentes.